# Philonotis pergracilis
Philonotis pergracilis är en bladmossart som beskrevs av Jules Cardot 1911. Philonotis pergracilis ingår i släktet källmossor, och familjen Bartramiaceae. Inga underarter finns listade i Catalogue of Life.